# Cessalto
Cessalto (Cessalto [t͡seˈsalto] in veneto) è un comune italiano di 3 834 abitanti situato nella provincia di Treviso, in Veneto. Oltre ad essere conosciuto come "Città del Bosco", Cessalto è gemellato con la fondazione Città della Speranza.

## Origini del nome
Per Dante Olivieri è un composto di cessus "remoto, impervio", ma anche "nascosto", e alto, tuttavia il significato non è facilmente spiegabile. 
Altri propendono per caesus saltus "bosco tagliato" o cessus saltus "bosco lontano", con riferimento alla vasta foresta planiziale di cui ancora sopravvive un lembo nel bosco Olmè.
Secondo lo storiografo Eno Bellis l'origine del nome "Cessalto" potrebbe derivare da una congregazione cristiana, probabilmente da un'abbazia di religiosi situati nei pressi dell'attuale paese. Quei religiosi, provenienti da luoghi differenti del Triveneto, usavano il latino per intendersi e questo giustifica il termine Caesus Saltus. 
Gia verso l'inizio del X secolo il nome latino difficile e dotto del piccolo centro abitato (Caesus Altus) si dialettizza tra i primi cessaltini, raggiungendo nel passare dei secoli la forma sintattica attuale. 
Le prime documentazioni di questa trasformazione linguistica sono originalmente documentate a partire dal XII secolo, poiché il toponimo compare in documenti scritti per la prima volta nel 1242 («Villa Cesalti») e, a seguire, nel 1261 («Cesalto»).

## Storia
La presenza umana ha lasciato notevoli tracce sin dall'epoca romana: ai reperti archeologici (si cita un pregevole monumento funerario ora collocato all'ingresso del municipio) si aggiungono i resti di una centuriazione ravvisabili nell'attuale disposizione di strade e fossati.
Si suppone che il paese sia nato all'incirca fra il VI e il IX secolo d.C. e che inizialmente fosse una povera comunità di agricoltori che abitavano nei casoni, delle capanne realizzate con legname, che non mancava data la presenza di due boschi planiziali.
Il grosso ramo del Piave che un tempo rendeva fertili queste terre e che sfociava nella vicina laguna, era da tempo scomparso. Ricomparve quando, nel 589 d.C. una spaventosa alluvione, la Rotta della Cucca,  sconvolse l'intera idrografia del Veneto. Inoltre, data l'impossibilità di sfruttare l'acqua del canale Piavon, i primi abitanti della zona probabilmente realizzarono un pozzo dal quale tutti potessero attingere acqua potabile (dal quale prende nome l'antico colmello "Cessalto del Pozzo"). 
Sul finire del IX secolo, precisamente nell'anno 899, un esercito di cinquemila Ungari valicò le Alpi per invadere la Pianura Padana, scatenando dei saccheggi e devastazioni che molto probabilmente colpirono anche il piccolo centro abitato di Cessalto.                                                                                Gli invasori riuscirono ad oltrepassare il fiume Livenza sfruttando forse l'antico ponte romano, facente parte del tragitto della Via Annia, che sorgeva presso l'abitato di Sant'Anastasio. Il ponte venne distrutto, e da allora ne rimangono poche tracce, fra cui delle fondamenta rinvenute presso corso del fiume nella proprietà della famiglia Zulianello.                                                                                                            Una seconda invasione ungara che colpì la zona di Cessalto ebbe luogo nel 902: gli invasori giunsero fino al litorale adriatico presso l'antica città di Equilio, l'attuale Jesolo. 
Nei secoli a venire pare che a Cessalto fu eretto un castello, un fortilizio che prese il nome di Castello dei Castelli, realizzato su un terrapieno presso un'ansa del Piavon: fu un probabile progetto del Vescovo di Belluno, che in seguito lo cedette in mano ai signori Da Camino, facenti parte di una delle famiglie più temuti e potenti di tutto il Veneto.                                                                                                              Nel 994 Ottone III donò a Sicardo, vescovo di Ceneda, le terre e la Pieve di Uderzo con tutto ciò che veniva abbracciato dalla Livenza e dalla Piave fino al Mare, un territorio che dunque comprendeva anche il Castello di Cessalto. Nei decenni a seguire avvennero numerosi scambi tra famiglie nobili locali, ma i documenti affermano che già attorno l'anno Mille il Castello era di proprietà Da Camino.                Durante tutto l'Alto Medioevo il castello passò di mano in mano fra le varie famiglie venete, le quali svilupparono una fitta rete di connessioni con le diocesi della zona e con gli imperatori di tutta Europa, e venne infine completamente distrutto senza lasciarne traccia, forse nel 1386, durante il conflitto fra Venezia e il Patriarca di Aquileia.
Fu proprio il Piavon a contribuire allo sviluppo del paese, grazie agli interventi promossi dai Caminesi, che lo resero un'importante via d'acqua, funzione che mantenne anche dopo l'arrivo dei Veneziani per collegare alla laguna le numerose ville patrizie. I ricchi proprietari della laguna scelsero le zone di Cessalto e dintorni per realizzare case dominicali adibite a fattoria, dalle quali ricavavano guadagno.             
Caduta la Serenissima, Cessalto seguì le sorti di tutto il Veneto e, dopo la dominazione austriaca, fu annessa al Regno d'Italia nel 1866.

### Simboli
Lo stemma e il gonfalone sono stati concessi con decreto del presidente della Repubblica del 3 giugno 1982.
Il gonfalone è un drappo di azzurro.

## Territorio
Il territorio del paese è per la gran parte adibito alle attività agricole. 
Sono presenti due boschi, il bosco Olmè e il Bosco San Marco, che in passato formavano un unico grande bosco che scomparve a causa della presenza dell'uomo. Questi due boschi vennero acquistati dal Comune di Cessalto, associato con quello di Chiarano, nel 1891, per un prezzo totale di 77.837 lire.
Il bosco Olmè probabilmente occupava una superficie di 66,4 ettari mentre quello di San Marco ne occupava 113,5. Oggi il bosco Olmè è ridotto a poco più di 220.000 metri quadri, confina a sud-ovest con la vecchia strada comunale Ceggia-Cessalto e a nord-ovest con lo svincolo autostradale di Cessalto. Il nome del Bosco Olmè deriva dall'abbondante presenza di olmi, oltre a roveri, frassini, rubini e acacie.
Il bosco di San Marco, ormai quasi inesistente, è situato nella frazione di Santa Maria di Campagna, chiamata dai locali "Campagna". Venne disboscato durante gli ultimi secoli, bonificato e ridotto all'agricoltura, salvo un piccolo appezzamento di 3 o 4 ettari. Un tempo era un bosco florido e ricco di grossi esemplari di querce. Erano inoltre presenti due acquitrini che ospitavano una ricca fauna alata, contesa tra i cacciatori della zona.

## Idrografia
Cessalto è attraversato dal canale Piavon, che si ritiene sia il vecchio letto del Piave. L'altro canale che attraversa il paese è il Brian, che uscendo dal Livenza, si getta nel Piavon presso la chiesa parrocchiale del paese.
Durante lo scavo dei pozzi di Cessalto, alla profondità di 23 metri circa si trova uno strato di pura ghiaia grossa alluvionale, dallo spessore di circa un metro. Ciò conferma che presso il Piavon fosse situato l'antico corso del Piave, ancora fiume-torrente.

## Monumenti e luoghi d'interesse
- Villa Bronzini "La dogana", XVI secolo
- Villa Pisani, Morelli, oggi Cristofoletti e Casa Canonica, XVI secolo
- Villa Zeno "Il Donegal", XVI secolo
- Palazzo Da Ponte (ex Casa Canonica), XVI secolo
- Palazzo Sfriso, XIX secolo
- Villa Cristofoletti, Storti, oggi De Rienzo, XIX secolo
- Villa Mazzotto (Sant'Anastasio), XVII secolo
- Villa Emo-Capodilista, oggi Giacomini XVI secolo
- Villa Melchiori, XVII secolo
- Villa Fautario, Lavena, Rossi (Santa Maria di Campagna), XVIII secolo
- Villa Zanazzo, XVIII secolo
- Palazzo Giacomini, XVIII secolo
- Villa Guerra, Storti, oggi Gurian "Il mulino", XVI secolo
- Palazzo Carretta (Santa Maria di Campagna), XVII secolo
- Palazzo Lazzari, oggi Mattioli-Battistelli, XIX secolo
- Chiesa della Santa Croce di Cessalto, XV secolo
- Chiesa di Santa Maria di Campagna (sostituita alla Vecchia Chiesa di Santa Maria di Campagna, XVII secolo), XX secolo
- Chiesa di Sant'Anastasio (sostituita all'Antica Chiesa di Sant'Anastasio, XIII secolo, a sua volta sostituita dalla Chiesa di Sant'Anastasio del XVI secolo), XX secolo

### Chiesa della Santa Croce
La chiesa dell’Esaltazione della Santa Croce di Cessalto è attestata per la prima volta nel 1334 come cappella dipendente dalla pieve di Chiarano. Divenuta rettoria tra il 1437 e il 1442, venne elevata a parrocchia a metà del XVI secolo sotto la dipendenza della Congregazione di San Salvatore del convento di Sant'Antonio Abate di Venezia. Nel 1773, dopo l'abolizione dell'ordine, fu assegnata in giuspatronato alla famiglia Soranzo-Zeno. 
L’edificio medievale, che appariva rovinoso nel 1474, venne ricostruito nel corso del XVI secolo e riconsacrato nel 1846 dal vescovo di Ceneda Manfredo Bellati. Ampliato nel 1884 e restaurato nel 1895, è costituito da sette altari. A partire dall’ingresso a destra incontriamo l’altare di San Biagio con pala seicentesca, l’altare delle Anime con pala ottocentesca e infine l’altare con il bassorilievo della Deposizione (1698), un bellissimo gruppo in marmo in stile barocco lavorato con grande finezza d’arte. 
Dopo il battistero, sul lato sinistro, racchiuso entro un pregevole cancelletto in ferro battuto, troviamo l’altare del Santo Rosario con statua di Ferdinando Prinoth. L’ultimo altare, abbellito con la statua di Sant'Antonio da Padova di Giuseppe Stufflesser, ospita la pala della Madonna con Bambino tra i santi Carlo e Francesco, realizzata in tempo di Francesco Vicentino et Bortolo Veronese compagni (1642). A lato del battistero, dove un tempo si trovava la cantoria con l’organo (ora trasferito nel presbiterio), è murata una lapide del 1576 che ricorda i membri della famiglia Bronzini di Venezia. 
Il patrono di Cessalto è San Biagio, che viene ricordato il 3 febbraio.

### Villa Zeno
Sita nella località di Donegal, la villa fu progettata dal celebre architetto vicentino Andrea Palladio (1508-1580), il quale venne commissionato da Marco Zeno. Il progetto palladiano intervenne modificando una struttura già esistente: questo spiega le particolarità della pianta, differente rispetto i tipici progetti realizzati da Palladio.
Il corpo centrale è presente ne I quattro libri dell'architettura (1570): il complesso, organizzato attorno a una corte rettangolare, presenta il corpo dominicale situato in posizione mediana sul lato nord dell’ambito, affiancato da bassi fabbricati laterali, dei quali quello a est risulta più esteso in lunghezza. La corte è racchiusa nei lati orientale e occidentale da altri corpi di fabbrica perpendicolari alla villa; l’edificio a ovest, in particolare, presenta un portico a tre archi. 
Il fronte interno della villa, che costituisce l’affaccio anteriore dell’edificio, presenta una coppia di finestre ravvicinate su entrambi i lati della porta d’ingresso, che si ripetono sugli stessi assi al piano superiore. Altre due aperture per lato su entrambi i livelli cadono in prossimità degli spigoli dell’edificio. Il settore centrale si conclude con un largo timpano triangolare, con un oculo circolare al centro, contornato da una cornice a dentelli. Il fronte esterno, rivolto a settentrione verso la campagna, è aperto al centro da una loggia a tre archi, che insistono su austeri pilastri, e qualificano il settore mediano leggermente aggettante, coronato da un timpano analogo a quello dell’opposta facciata. Lungo la fascia superiore del prospetto si aprono finestre che illuminano il sottotetto. 
L’articolazione interna, impostata su un asse longitudinale mediano, si impernia sul lungo salone passante esteso dall’ingresso principale alla loggia posteriore. Su entrambi i lati dello spazio principale si succedono, partendo dalla corte, una sala rettangolare grande, un camerino quadrato e una stanza rettangolare minore aperta verso la loggia; le scale affiancano il salone vicino all’affaccio posteriore.
Il complesso è stato incluso nell'elenco dei patrimoni dell'umanità dell'UNESCO nel 1996, assieme alle altre ville palladiane del Veneto. La villa è stata anche oggetto di numerosi studi dell'Università di Padova e dell'Università di Venezia. Dal punto di vista naturalistico, è da far notare la presenza di un querco carpineto di origine naturale, probabilmente eredità di un'antica riserva di caccia.

### Villa Emo Capodilista Giacomini
La villa sorge al di fuori dell'abitato di Cessalto, in località Magnadola, in prossimità del canale Piavon, ed è circondata da un grande parco racchiuso da un muro lungo la strada. In asse con il corpo dominicale, il cancello in ferro dell'ingresso principale, suggellato dallo stemma nobiliare, s'incardina su due pilastri sormontati da sfere in pietra.

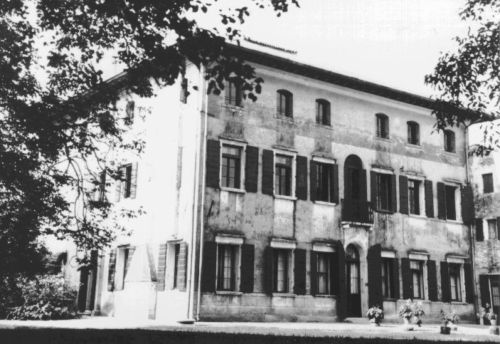
Foto d'archivio della villa Emo Capodilista

A formare il complesso architettonico concorrono una lunga barchessa porticata addossata al fianco ovest dell'abitazione padronale e un oratorio indipendente, con il fronte prospiciente la sede viaria, collegato agli altri corpi di fabbrica da un alto muro merlato. La proprietà è passata di mano molte volte, dai Giunti, ai Foscarini, ai Manolesso-Ferro, ai Trezzo, agli Emo-Capodilista ed infine ai Giacomini.
Sull'incerta epoca di edificazione, può offrire indizi il ciclo di dipinti conservato al piano terra, attribuiti anticamente a Paolo Caliari, detto Il Veronese (1528-1588), opera invece solo parzialmente del maestro e per lo più di due suoi allievi, Giovanni Battista Zelotti (1526-1578) e Giovanni Antonio Fasolo (1530-1572), secondo interpretazioni moderne. A parte la rilevanza architettonica del fabbricato «la sua importanza gli viene dalle figurazioni in affresco che coprono le pareti delle stanze al piano terreno»], anche se non più attribuibili indiscriminatamente a Paolo Veronese. 
Fra i riferimenti del passato, il più remoto alle Historie Romane dipinte nella «Villa di Magnadole», come opere del Veronese, è quello di Carlo Ridolfi nella sua Vita di Paolo Caliari Veronese. Due secoli dopo, nel 1833, quando la villa era proprietà del nobile Giorgio Manolesso Ferro, il canonico Lorenzo Crico riammirò con parole enfatiche gli affreschi restaurati dal «color oscuro» di cui li avevano ricoperti il fumo e le esalazioni delle annuali vinagioni. In seguito Antonio Caccianiga deprecò i restauri inesperti sugli affreschi già degradati dall'uso del piano terra come cantina. Infine una precisa rivisitazione degli affreschi si legge negli studi storico-estetici di Pietro Caliari (discendente del pittore di Paolo), Paolo Veronese, sua vita e sue opere, pubblicati nel 1888.
Gli ambienti più splendidi sono il salone centrale e la sala laterale a mezzogiorno, a destra dell'ingresso, ornati da affreschi a carattere storico. Nel primo campeggiano i riquadri del Convito di Cleopatra, della Famiglia di Dario che supplica Alessandro, sulla parete destra, di Didone che medita la fondazione di Cartagine e Annibale giovanetto che giura odio ai Romani, sulla parete sinistra. Nella seconda parete sono ritratte le scene di storia romana, tra cui Il Trionfo di Camillo, Camillo che scaccia i Galli, Coriolano e Veturia, Orazio che uccide la sorella e due figure di Cincinnato, Cincinnato che accetta la dittatura e Cincinnato che salva Roma.
Altre stanze presentano decorazioni di minor carattere figurativo. Nella sala laterale, paesaggi rurali con alberi, casolari e rovine, si alternano a finte nicchie che racchiudono figure femminili allegoriche, probabilmente le Virtù civiche. In un quarto ambiente, a sud, le porte e finte porte sormontate da frontoni triangolari sono affiancate da dodici cariatidi a monocromo color giallo ocra, sopra le quali sono rappresentati i segni dello zodiaco inseriti dentro medaglioni di forma ovale.
Non mancano, infine, esempi di iconografia religiosa, quale la Vergine col Bambino e san Giovannino, dipinta in un sovrapporta.

## Società

### Evoluzione demografica
Abitanti censiti

### Etnie e minoranze straniere
Al 31 dicembre 2017 gli stranieri residenti nel comune erano 602, ovvero il 15,6% della popolazione. Di seguito sono riportati i gruppi più consistenti:
1. Albania 134
2. Romania 120
3. Marocco 118
4. India 62
5. Senegal 39
6. Nigeria 21

## Cultura

### Eventi
Una delle manifestazioni più rilevanti è Luci sul Brian, che consiste in una sfilata di installazioni luminose sopra zattere sul fiume Brian organizzata durante la prima settimana di agosto. La prima edizione risale al 1955.

### Moda
Il padre dello stilista Stefano Gabbana è nato a Cessalto.

## Infrastrutture e trasporti

### Strade
Cessalto è attraversato da sud-ovest a nord-est dall'Autostrada A4 Venezia-Trieste. Il casello autostradale di Cessalto consente di raggiungere facilmente le spiagge di Caorle, Eraclea e Jesolo.

### Ferrovie
Cessalto è attraversato, nella frazione di Sant'Anastasio, dalla linea ferroviaria Venezia-Trieste. Il comune si serve delle vicine stazioni di Ceggia e di San Stino di Livenza.

## Amministrazione

### Curiosità
Nel 1939 la circoscrizione territoriale ha visto il distacco di territori aggregati al comune di San Stino di Livenza, nella Città metropolitana di Venezia (censimento 1936: pop. res. 14).

## Sport

### Calcio
La società A.S.D. Calcio Cessalto, fondata nel 1926, rappresenta il paese nella Seconda Categoria del campionato italiano di calcio. I colori sociali sono il giallo e il verde. La squadra si allena e gioca le partite casalinghe allo "Stadio Comunale Lino Trentin".

### Pallavolo
Alla fine degli anni Novanta la squadra locale di pallavolo, fondata nel 1972, ha sfiorato la promozione in Serie A2.

### Rugby
Originaria di Cessalto è l'ex rugbista Alice Trevisan, per anni seconda linea del Rugby Riviera di Mira (VE) e della Nazionale italiana di rugby a 15 femminile.